# ナタリー・ツー・ザイン＝ヴィトゲンシュタイン＝ベルレブルク

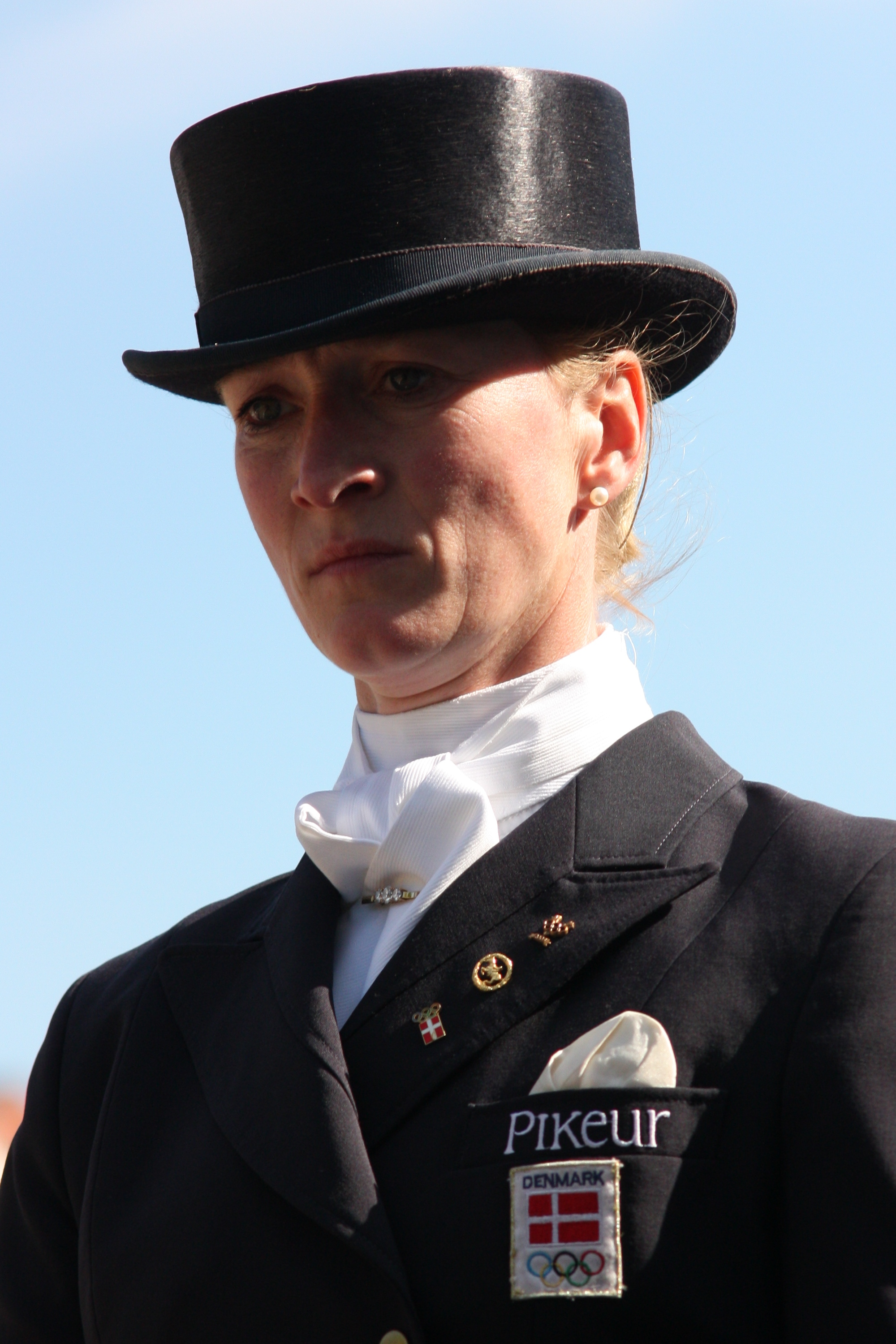
ザイン＝ヴィトゲンシュタイン＝ベルレブルク侯女ナタリー

ナタリー・クセニア・マルガレータ・ベネディクテ・プリンツェシン・ツー・ザイン＝ヴィトゲンシュタイン＝ベルレブルク（ドイツ語: Nathalie Xenia Margareta Benedikte Prinzessin zu Sayn-Wittgenstein-Berleburg, 1975年5月2日 コペンハーゲン - ）は、デンマークの馬場馬術選手。デンマーク女王マルグレーテ2世の妹ベネディクテ王女の娘。

## 経歴
ベネディクテ王女とその夫でドイツ貴族のザイン＝ヴィトゲンシュタイン＝ベルレブルク侯家家長リヒャルトの間の第3子、次女として生まれ、ドイツのベルレブルク城とコペンハーゲンを行き来しながら育った。兄姉と同様、現行のデンマーク王位継承法の下では同国の王位継承権を持たない。
幼い頃から馬術に親しんでいたナタリーは、1994年からフィンランド人の馬上馬術選手キーラ・シルクルンドをコーチとして、スウェーデンのフリインゲ国立乗馬学校で馬術選手育成のための訓練を行った。ヨーロッパ選手権で団体3位などの成績を残した後、ナタリーはコーチをドイツ人のクラウス・バルケノールに変えている。
2000年のシドニーオリンピックでは控え選手の一人となり、2001年と2002年のヨーロッパ選手権にも出場してそれぞれ団体3位、4位となった。そして2008年、北京オリンピックでは馬場馬術団体で3位となり、銅メダルを獲得した。ナタリーは馬の交配・育成にも関わり、2005年の秋にはバート・ベルレブルクに自分の養馬場を開いている。
2010年5月27日にドイツ人のアレクサンダー・ヨハンスマン（Alexander Johannsmann）と結婚し、同年7月24日に長男のコンスタンティン（Konstantin Gustav Heinrich Richard）を出産した。